# Olesko
Olesko (ukr. Олесько, Ołeśko) – osiedle typu miejskiego na Ukrainie, w obwodzie lwowskim, w rejonie złoczowskim. 1446 mieszkańców (2020), w 2001 było ich 1800.
Prywatne miasto szlacheckie lokowane w 1441 roku położone było w XVI wieku w województwie ruskim. W 1629 r. na zamku w Olesku urodził się król Jan III Sobieski.

## Położenie
Olesko położone jest 23 km na północ od Złoczowa, 72 km od Lwowa, 5 km od Podhorców przy szosie kijowskiej, nad jednym z ramion Styru, zwanym Liberią.

## Historia
Olesko było jedną z najstarszych osad i grodów książąt halicko-wołyńskich. Od 1327 r. przez krótki okres było we władaniu książąt wołyńskich, zaś od 1340 r. wielkich książąt litewskich. W 1366 r. zostało przyłączone do Polski przez króla Kazimierza Wielkiego. W latach 1382–1432 toczyły się o Olesko walki polsko-litewskie, zakończone nadaniem przez króla Władysława grodu za zasługi wojenne rycerzowi Janowi z Sienna.
Jan Kamieniecki (1524–1560) (syn Marcina, herbu Pilawa i Jadwigi Sienieńskiej z Oleska, herbu Dębno, (córki Piotra Sienieńskiego, wnuczki Jana z Sienna)  miał trzech synów: Wojciecha, Jana i Stanisława, którzy zostali dziedzicami Oleska. Na początku XVI w. było własnością dwóch córek ostatniego z Sienieńskich: Anny Herburtowej i Jadwigi Kamienieckiej. W II połowie XVI w. Kamienieccy sprzedali swoją część Oleska Stanisławowi Żółkiewskiemu. Na początku XVII w. przez małżeństwo córki Żółkiewskiego z wojewodą ruskim, Janem Daniłowiczem (w którego służbie był Michał Chmielnicki, ojciec Bohdana),  Olesko przeszło na Daniłowiczów herbu Sas, a w następnym pokoleniu przez Teofilę z Daniłowiczów Sobieską – na Sobieskich herbu Janina. W 1629 r. w Olesku urodził się Jan Sobieski, przyszły król. W 1719 r. hetman Stanisław Mateusz Rzewuski kupił od królewicza Jakuba Sobieskiego cały klucz oleski. 
Po I rozbiorze Polski Olesko przejęli Austriacy, a ostatni właściciel – Wacław Rzewuski – przeniósł swoją siedzibę do Podhorców. W latach 1772–1918 roku – miasto w Królestwie Galicji i Lodomerii w Cesarstwie Austriackim. W tym okresie Olesko zamieszkiwali Polacy i Rusini (ogółem 2623 osób według spisu ludności z 1857). Parafia rzymskokatolicka i greckokatolicka loco. W tym roku właścicielem tabularnym miasta był Dyzma Lityński. Do 1939 r.  w województwie tarnopolskim, w powiecie złoczowskim. We wrześniu 1933 roku na zamku w Olesku miały miejsce uroczyste obchody 250 rocznicy odsieczy wiedeńskiej, podczas których wmurowano na zamku tablicę pamiątkową ku czci króla Jana III Sobieskiego.
Podczas okupacji niemieckiej pozbawione praw miejskich i włączone do nowej wiejskiej gminy Olesko. W tym czasie mieszkająca w Olesku polska rodzina Krasickich ukrywała Żydówkę Felę Poliner. W 1991 roku Instytut Jad Waszem uhonorował za to tytułami Sprawiedliwych wśród Narodów Świata Antoniego i Kundę Krasickich oraz ich synów Kazimierza i Karola.
W 1944 nacjonaliści ukraińscy z OUN-UPA zamordowali na terenie osiedli rolniczych, należących do miasta, 16 Polaków.
Część mieszkańców Oleska po II wojnie światowej w ramach ekspatriacji zamieszkała w Węgorzynie na Pomorzu Zachodnim.
Do 2020 w rejonie buskim. 

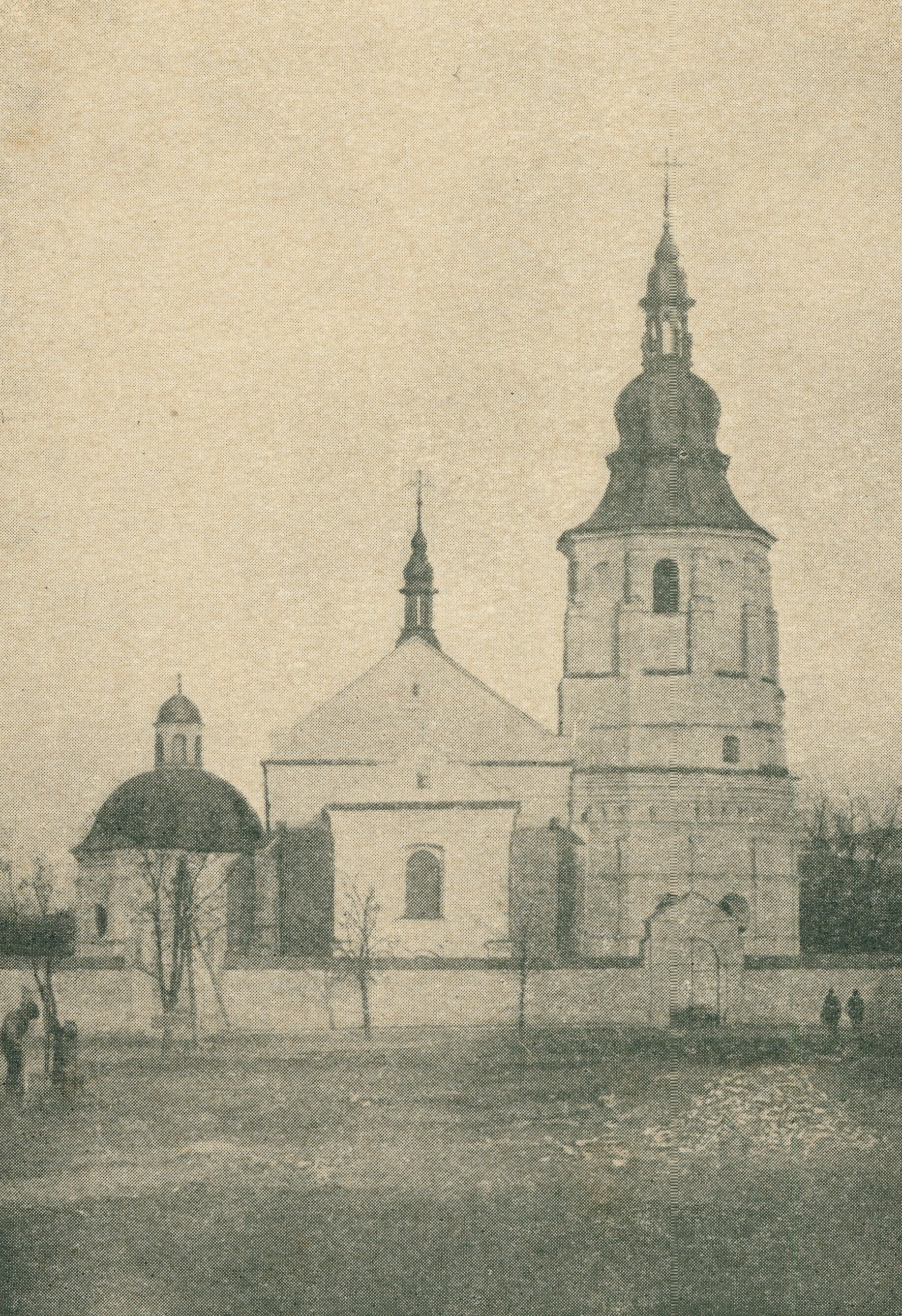
Kościół parafialny, około 1920
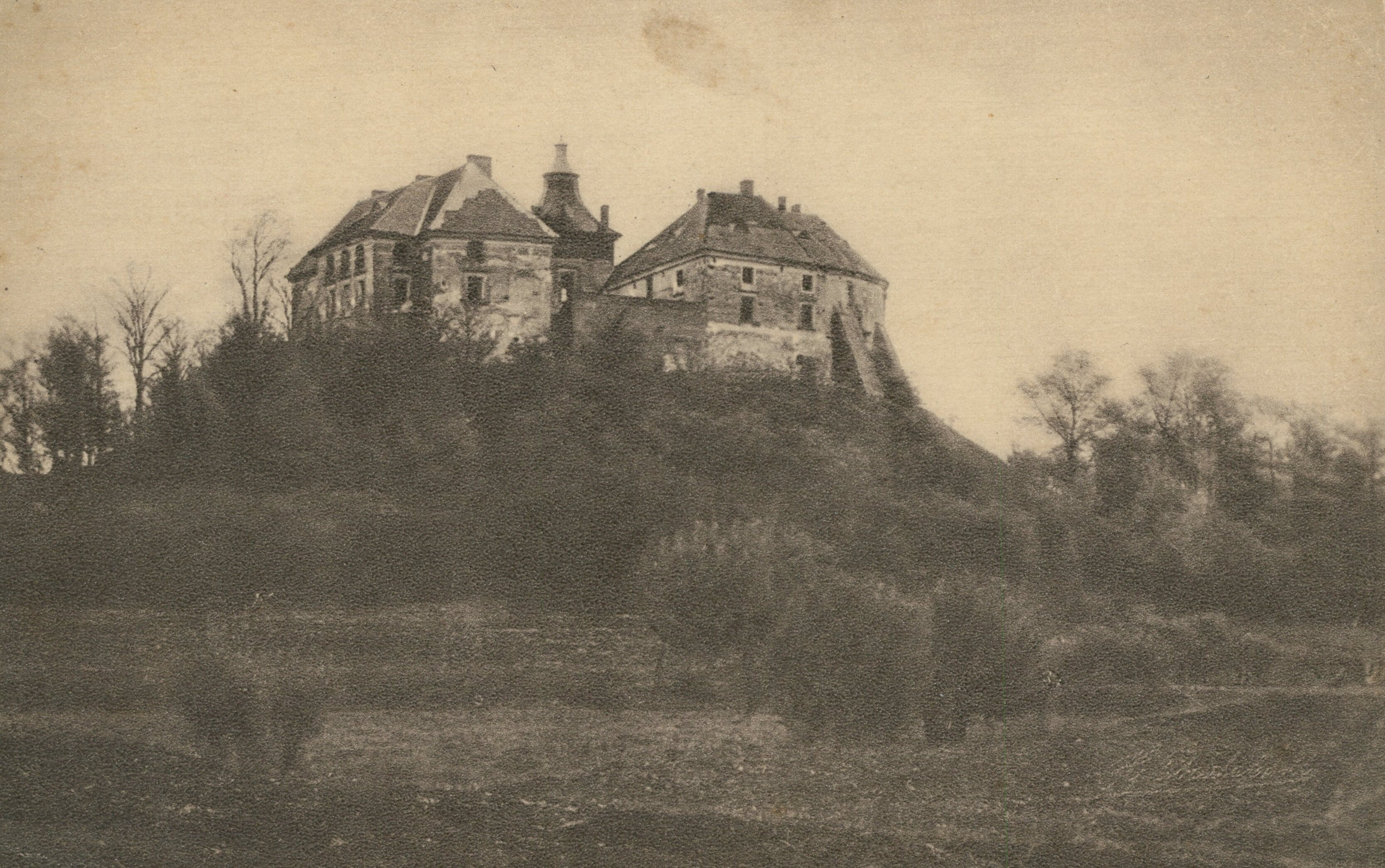
Zamek, 1934
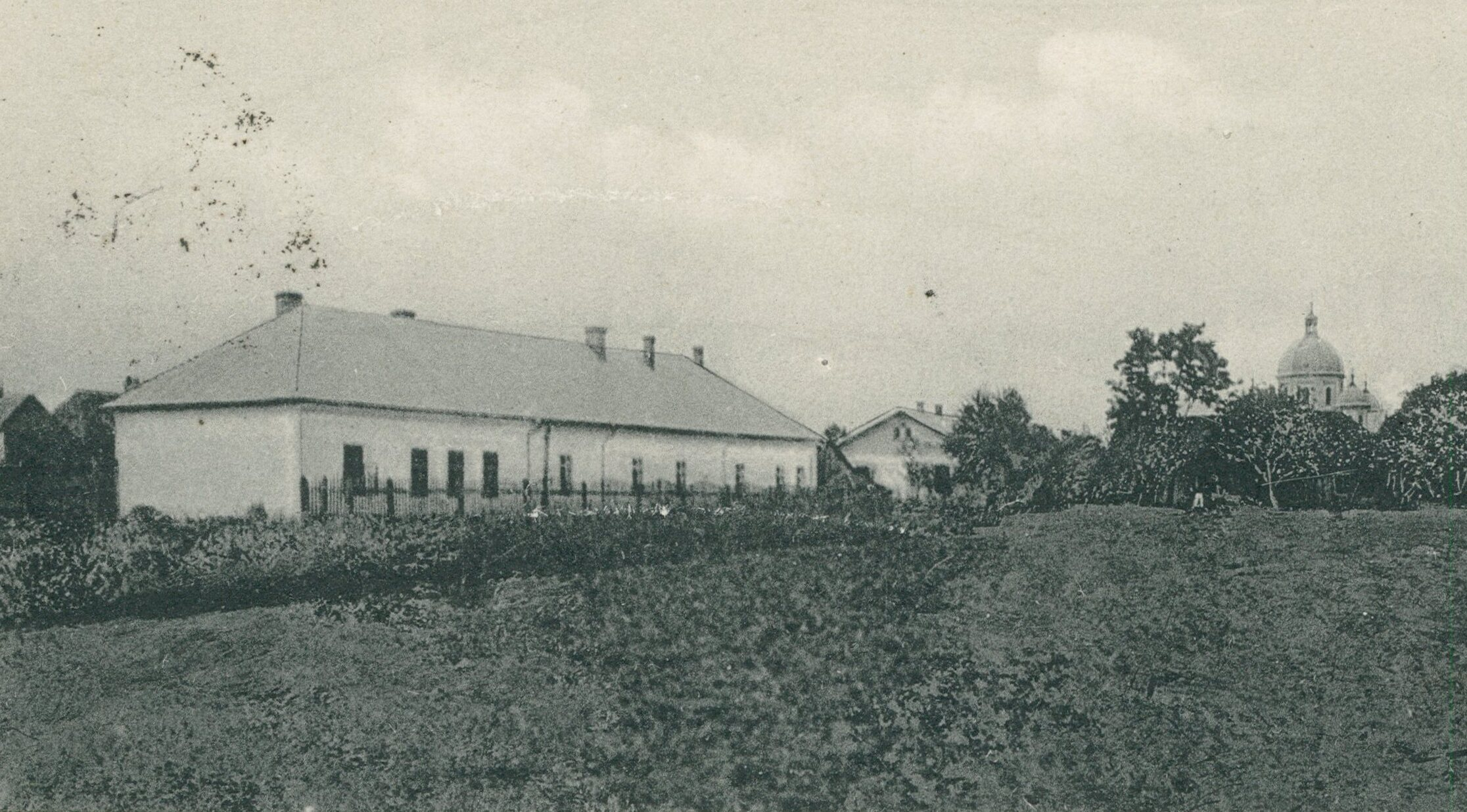
Sąd powiatowy i urząd podatkowy, 1916
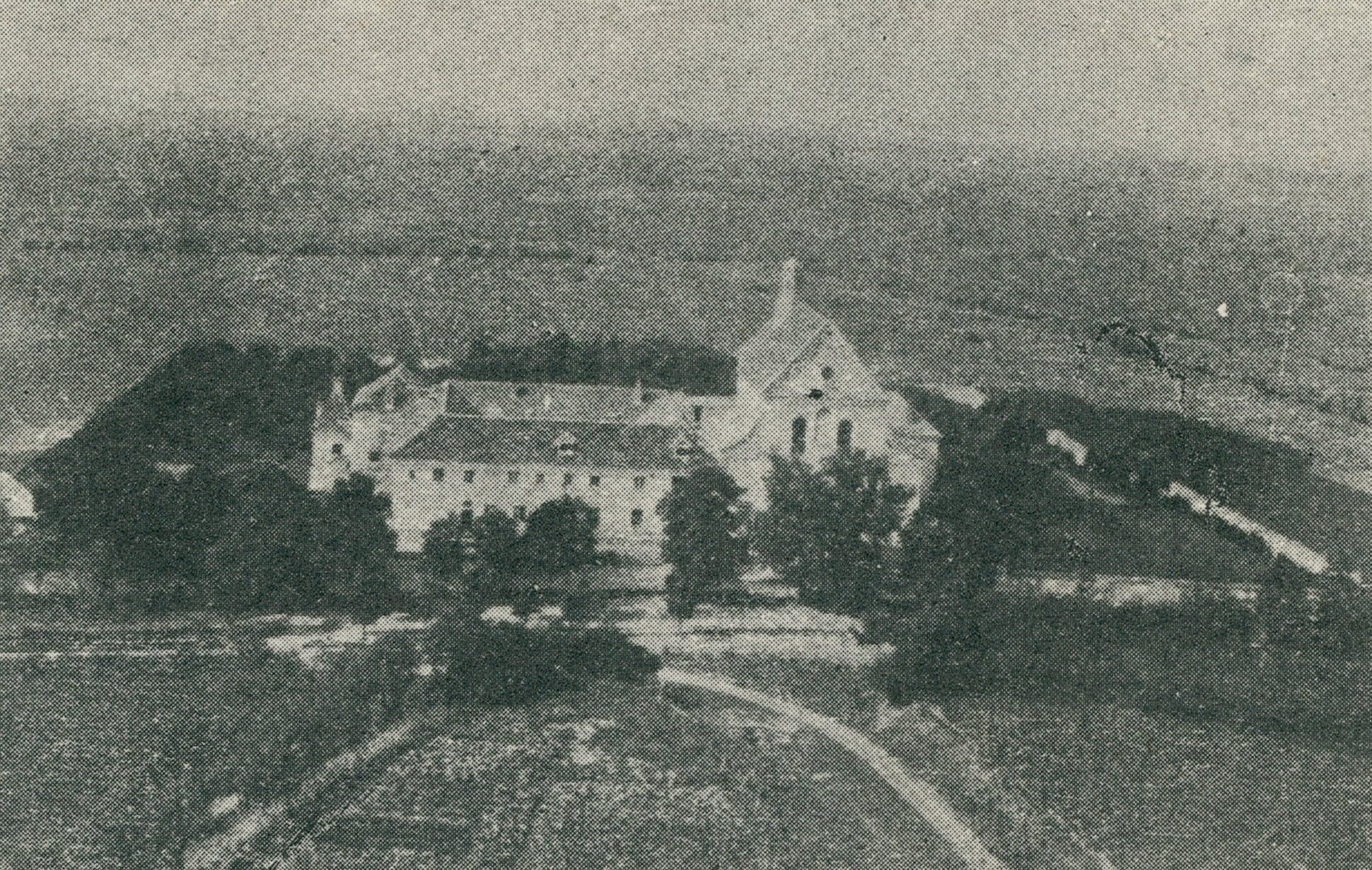
Klasztor oo. kapucynów, około 1930

W Olesku urodził się:
- Kazimierz Zygmunt Czarnecki – podpułkownik piechoty Wojska Polskiego, ofiara zbrodni katyńskiej[11].
- Wacław Zaleski – spokrewniony przez matkę z Rzewuskimi polski folklorysta, poeta, pisarz, krytyk literacki i działacz społeczny.

## Zabytki
- zamek z przełomu XVI i XVII w., wzniesiony na wzgórzu, założony na planie owalu. Budynek zamkowy dwupiętrowy z basztą w jednym z narożników oraz basztą przybramną, prowadzącą na dziedziniec zamkowy. W latach 80. XVII w. gruntownie odnowiony staraniem króla Jana III. Po I rozbiorze Polski zamieniony przez Austriaków na koszary. W 200 rocznicę Wiktorii  Wiedeńskiej, w 1883 r., wykupiony z rąk austriackich. Podczas I wojny światowej poważnie uszkodzony, w latach 30. odnowiony, ponownie uszkodzony podczas II wojny  światowej. W latach 1961–1965 odnowiony. Od 1975 r. pełni rolę filii Lwowskiej Galerii Sztuki. W zamku eksponowane powinny być ogromne malowidła batalistyczne z żółkiewskiej fary, upamiętniające zwycięskie bitwy Jana III Sobieskiego i jego pradziada hetmana Stanisława Żółkiewskiego, ale w praktyce niektórych płócien (np. "Bitwy pod Parkanami") nie zaprezentowano nigdy; część z nich znajduje się w konserwacji w Warszawie.
- kościół parafialny pw. Świętej Trójcy (według ks. Sadoka Barącza, pw. Matki Najświętszej[12]) ufundowany w 1545 przez Jadwigę Kamieniecką.  Konsekrowany w 1597 r., co upamiętniała tablica znajdująca się do 1939 r. wewnątrz kościoła. Zobaczyć tu było można również epitafium Jana Daniłowicza, zm. w 1618 r., z ozdobną tarczą z czerwonego marmuru oraz płytę nagrobną wojewody ruskiego Jana Daniłowicza, zm. w 1628 r. Po II wojnie kościół zamieniono na magazyn. Część wyposażenia znajduje się w Lwowskiej Galerii Sztuki. Obecnie w gestii ukraińskiej autokefalicznej Cerkwi prawosławnej.
- kościół i klasztor oo. kapucynów położony u stóp zamku, ufundowany w 1793 r. przez Józefa Seweryna Rzewuskiego. Po II wojnie szkoła rolnicza. Wnętrze kościoła przebudowano, dzieląc je na dwie kondygnacje. Do ogrodu przeniesiono oranżerię z lwowskiego parku Stryjskiego. W 1980 r. budynki pokapucyńskie przejęła Lwowska Galeria Sztuki. W kościele urządzona została sala konferencyjna a klasztor zaadaptowano na magazyny dzieł sztuki.
- synagoga z XVIII w., bardzo zniszczona.

## Pobliskie miejscowości
- Brody
- Podhorce
- Podkamień
- Poczajów
- Zborów